# Hřbitov Sainte-Catherine
Hřbitov Sainte-Catherine (francouzsky Cimetière de Sainte-Catherine) byl hřbitov v Paříži. Na jeho místě se rozkládá škola na boulevardu Saint-Marcel v 5. obvodu.

## Historie
Hřbitov byl oddělen úzkým pruhem zahrad od jižní části hřbitova Clamart.
Po uzavření hřbitova neviňátek v roce 1780 jeptišky z nemocnice Sainte-Catherine, která se nacházela na rohu rue des Lombards a rue Saint-Denis, pohžbívaly na hřbitově Clamart osoby nalezené mrtví na ulicích nebo v Seině.
Hřbitov Clamart byl kvůli přetížení uzavřen, a jeptišky v květnu 1783 koupily tři sousedící zahrady o celkové rozloze 592 sáhů (přibližně 2300 m2). Hřbitov byl otevřen a vysvěcen dne 2. října 1783.
Hřbitov sloužil také k pohřbívání zemřelých ze všech farností čtvrti Cité a také z farností Saint-Jacques-la-Boucherie, Saint-Leu, Saint-Sauveur, Saints-Innocents, Saint-Martin-du-Cloître, Saint-Hippolyte a Saint-Louis-en-l'Île.
Hřbitov, jehož součástí byla i pohřební kaple, byl obehnán 3 m vysokou zdí a vchod se nacházel na rue des Francs-Bourgeois-Saint-Marcel.
Během Francouzské revoluce se hřbitov stal, stejně jako všechny ostatní, majetkem města Paříže, které jej spolu s hřbitovem Saint-Sulpice přidělilo k pohřbívání obyvatel levého břehu řeky. Poté byl rozšířen o úzký pás zahrad, který jej odděloval od hřbitova Clamart, jenž byl určen k pohřbívání popravených.
Hřbitov Sainte-Catherine, který od svého otevření přijímal více než 4000 těl ročně, byl na konci Prvního císařství zcela zaplněn. Byl uzavřen 25. července 1824, když byl otevřen hřbitov Montparnasse.

## Pohřbení
- Jean-Charles-Julien Luce de Lancival (1764–1810), francouzský básník a dramatik
- Carlo Goldoni (1707–1793), dramatik benátského původu
- Antoinette Gabrielle Dantonová (1760–1793), první manželka Georgese Dantona
- Xavier Bichat (1771–1802), francouzský lékař
- Charles Pichegru (1761–1804), francouzský generál
- Georges Cadoudal (1771–1804), francouzský generál
- Clément Belle (1722–1806), francouzský malíř historických obrazů
- Nicolas Edme Restif de La Bretonne (1734–1806), francouzský spisovatel
- Charles-Axel Guillaumot (1730–1807), francouzský architekt
- Joseph Jérôme Lefrançois de Lalande (1732–1807), francouzský astronom
- Jean-Augustin Renard (1744–1807), francouzský architekt
- Pierre Crouzet (1753–1811), francouzský pedagog
- Charles Devilliers (1739–1812), chirurg
- Claude François de Malet (1754–1812), francouzský generál